# Districte de Coïmbra
El Districte de Coïmbra és un districte portuguès, que pertany en la seva major part a la província tradicional de Beira Litoral, si bé diversos municipis de la seva part est es dividien entre les províncies de Beira Alta i de Beira Baixa. Limita al nord amb el districte d'Aveiro i amb el districte de Viseu, a l'est amb el districte de Guarda i amb el districte de Castelo Branco, al sud amb el districte de Leiria i a l'oest amb l'oceà Atlàntic. Àrea: 3947 km² (12è major districte portuguès). Població resident (2001): 441 245 hab. Seu del districte: Coïmbra.

## Subdivisions
En l'actual divisió regional del país, el districte està integrat a la regió del Centre i dividit en dues subregions, una de les quals integra a més a més municipis pertanyents al districte de Leiria: Baixo Mondego i Pinhal Interior Nord. En resum:
- Regió del Centre
  - Baixo Mondego
    - Cantanhede
    - Coïmbra
    - Condeixa-a-Nova
    - Figueira da Foz
    - Mira
    - Montemor-o-Velho
    - Penacova
    - Soure

  - Pinhal Interior Nord
    - Arganil
    - Góis
    - Lousã
    - Miranda do Corvo
    - Oliveira do Hospital
    - Pampilhosa da Serra
    - Penela
    - Tábua
    - Vila Nova de Poiares

### Ciutats principals
Coïmbra, Figueira da Foz

## Geografia física
La principal característica geogràfica del districte de Coïmbra és la vall del riu Mondego, que domina el paisatge de la part occidental del districte i constitueix, amb les valls de dos dels seus afluents, el riu Alva i el riu Ceira, les principals característiques de la zona oriental. El districte es divideix, doncs, en dues meitats.
A l'occidental s'estén una planura costanera, travessada, al sud, pel curs inferior del Mondego. Aquesta àrea perllonga la planura costanera del districte d'Aveiro i té la major altitud (no més de 200 m) al cap Mondego, prop de Figueira da Foz.
A l'oriental, per contra, s'aixequen les muntanyes. Al nord-oest d'aquesta àrea, el relleu encara no és molt pronunciat, amb la serra de Buçaco arribant a tan sols 549 m d'altitud. Però al sud-est domina el sistema muntanyenc de la serra da Estrela, amb la serra de Lousã arribant fins als 1.205 m d'altitud, i la serra d'Açor fins als 1.418 m. El districte acaba en ple vessant occidental de la serra da Estrela, a poc més de 10 km de les majors altituds del territori continental portuguès. Com ja s'ha vist, el Mondego domina la hidrografia, corrent de nord-est a sud-oest en el curs superior i d'est a oest en el curs inferior, on està envoltat de terrenys pantanosos. Tot el districte està integrat a la seva conca hidrogràfica, a excepció del litoral nord i de l'extrem sud-est, i tots els altres rius principals són els seus afluents. El riu Alva travessa la zona oriental del districte, d'est a oest, igual que el riu Ceira, una mica més al sud. El riu Corvo, per la seva banda, corre de sud a nord, desembocant al Mondego molt a prop de Coïmbra, igual que el riu Soure, a l'occident i el ric Carnide, més a l'oest. Tots aquests rius són afluents del marge esquerre del Mondego, que pràcticament no té afluents al marge dret del districte de Coïmbra. Al sud-est del districte, el riu Pampilhosa és un afluent del marge dret del riu Zêzere. El mateix Zêzere serveix de frontera amb el districte de Castelo Branco.
Al Mondego existeix un gran embassament, l'embassament de Aguieira, que serveix de frontera amb el districte de Viseu. A l'Alva existeixen els embassaments de Rei de Moinhos i de Fronhas. Al Ceira s'hi troba l'embassament de Ceira i el de Forest Rodona. La costa és en general sorrenca i baixa, amb excepció del cap Mondego. Cap al nord s'estenen moltes dunes, que es perllonguen diversos quilòmetres cap a l'interior, sembrades de petites llacunes. La porció més al nord del litoral del districte, al municipi de Mira (Coïmbra), és ja una part enganxada al sistema de llacunes de la ria d'Aveiro, i gairebé tot el nord-oest del districte pertany a la conca hidrogràfica ria d'Aveiro - riu Vouga.